# SMS Wittelsbach
O SMS Wittelsbach foi um couraçado pré-dreadnought operado inicialmente pela Marinha Imperial Alemã e depois também pela sucessora Marinha do Império. Foi a primeira embarcação da Classe Wittelsbach, seguido pelo SMS Wettin, SMS Zähringen, SMS Schwaben e SMS Mecklenburg. Sua construção começou em setembro de 1899 no Estaleiro Imperial de Wilhelmshaven e foi lançado ao mar em julho do ano seguinte, sendo comissionado em outubro de 1902. Era armado com uma bateria principal composta por quatro canhões de 238 milímetros em duas torres de artilharia duplas, tinha um deslocamento de doze mil toneladas e alcançava uma velocidade máxima de dezoito nós.
O Wittelsbach passou a maior parte de sua carreira em tempos de paz atuando na I Esquadra de Batalha da frota alemã. Suas principais atividades durante o período foram treinamentos de rotina e viagens para portos estrangeiros. Foi colocado na reserva em 1910, mas reativado em 1911 como um navio-escola. A Primeira Guerra Mundial começou em 1914 e o couraçado deu suporte para operações no Mar Báltico, porém foi novamente tirado do serviço em 1915 por escassez de tripulações e ameaça de submarinos britânicos, sendo usado em diante em deveres auxiliares. Depois da guerra foi convertido em navio auxiliar de draga-minas, sendo descomissionado em 1921 e desmontado.